# Макушенко Григорій Григорович
Григорій Григорович Макушенко (народився 24 жовтня 1924, містечко Носівка — помер 19 вересня 1999, Київ) — український фахівець у галузі радіолокаційної техніки та автоматики. Учасник Німецько-радянської війни. Лауреат Державної премії СРСР, кавалер орденів СРСР.

## Життєпис
Народився у селянській родині.
З вересня 1943 по березень 1947 служив у Радянській армії. З вересня 1943 і до Перемоги брав участь у боях у складі 1-го та 4-го Українських фронтів, був поранений. За мужність і героїзм відзначений бойовими орденами, згодом — ювілейними нагородами.
Після демобілізації з армії в 1947 з квітня по серпень — робітник Носівського лісництва Ніжинського лісгоспу.
У 1947—1951 завчався у Київському електромеханічному технікумі залізничного транспорту. З 1951 по 1953 рік навчався на радіотехнічному факультеті КПІ.
По березень 1955 працював інженером на заводі ім. Кулакова в Ленінграді.
Працював 1955—1994 у НДІ «Квант» (Київ): 1968—1973 — провідним інженером, провідним конструктором, начальником бригади, 1973—1986 — начальником сектору, 1986—1994 — провідним інженером.
Брав участь у створенні першої у світі глобальної системи морської космічної розвідки та цілевказування ракетної зброї (МКРЦ) великих надводних кораблів і підводних човнів. Займався розробленням апаратури корабельної складової частини системи МКРЦ, 1982—1989 — головний конструктор модифікацій корабельного комплексу системи, що встановлювалися на різних носіях. Автор низки праць закритої тематики.

## Відзнаки
- орден Червоної Зірки (1944)
- орден Вітчизняної війни 2-го ступеня (1945)
- медаль «За перемогу у Великій Вітчизняній війні 1941-45 рр.»
- орден Леніна (1976)
- почесний радист СРСР
- Державна премія СРСР (1985)